# Costasiella ocellifera
Costasiella ocellifera är en snäckart som först beskrevs av Heinrich Rudolf Simroth 1895.  Costasiella ocellifera ingår i släktet Costasiella och familjen Costasiellidae. Inga underarter finns listade i Catalogue of Life.